# Magnolia liliiflora
Ne doit pas être confondu avec Magnolia liliifera.
Magnolia à fleurs de lis
Espèce
Classification phylogénétique
Statut de conservation UICN

 DD  : Données insuffisantes
Magnolia liliiflora, le Magnolia à fleurs de lis, est une espèce de plantes à fleurs de la famille des Magnoliaceae. C'est un arbuste originaire des provinces chinoises du Sichuan et de Yunnan. Il est plus petit que les autres variétés de magnolias.